# Labium spiniferum
Labium spiniferum är en stekelart som beskrevs av Turner och James Waterston 1920. Labium spiniferum ingår i släktet Labium och familjen brokparasitsteklar. Inga underarter finns listade i Catalogue of Life.